# Al-Ghāschiya
Al-Ghāschiya (arabisch الغاشية al-Ghāschiya ‚Die zudecken wird‘) ist die 88. Sure des Korans, sie enthält 26 Verse. Die Sure gehört zu den frühen Teilen des Korans, die in Mekka offenbart wurden (610–615). Ihr Titel bezieht sich auf den ersten Vers.
Der Ausdruck Die zudecken wird erscheint auch in Sure 12 (Vers 107) und bezieht sich auf die „alles zudeckende Katastrophe“. Es geht um die Stunde der Auferstehung und des Jüngsten Gerichts. Die ersten sieben Verse beschreiben die Hölle als Strafe Gottes, die Verse 8–16 das Paradies als Belohnung für die Rechtschaffenen. Ab Vers 17 wird die Allmacht Gottes hervorgehoben, der Kamele, den Himmel, die Berge und die Erde erschaffen hat.